# Grisy-les-Plâtres
Grisy-les-Plâtres là một xã ở tỉnh Val-d’Oise, thuộc vùng Île-de-France ở miền bắc nước Pháp.